# Arquebisbat de Papeete
L'arquebisbat de Papeete (francès: Archidiocèse de Papeete, llatí: Archidioecesis Papeetensis) és una seu metropolitana de l'Església Catòlica a França. Al 2016 tenia 105.780 batejats sobre una població de 276.944 habitants. Actualment està regida per l'arquebisbe Jean-Pierre Cottanceau, SS.CC.

## Territori
La diòcesi comprèn les illes Australs, les illes de la Societat, les illes del Vent, les illes de Sotavent, les illes Tuamotu i les illes Gambier a la Polinèsia Francesa.
La seu episcopal és la ciutat de Papeete, a l'illa de Tahití, on es troba la catedral de Nostra Senyora. A Rikitea, a l'illa de Mangareva, es troba l'antiga catedral de Sant Miquel.
El territori s'estén sobre 2.615 km², i està dividit en 57 parròquies.

## Storia
Les primeres temptatives d'evangelitzar la Polinèsia Francesa van ser realitzats per alguns religiosos franciscans procedents del Perú, a la segona meitat del segle xviii. Durant el segle xix es va iniciar un treball missioner més eficaç.
El vicariat apostòlic de l'Oceania Oriental va ser erigit el 14 de juny de 1833 mitjançant el breu In sublimi del papa Gregori XVI, amb territori desmembrat de la prefectura apostòlica de les Illes dels Mars del Sud. Tenia el seu propi territori, però es va trobar la prefectura apostòlica sud d'Oceania i la Prefectura Apostòlica de les Illes Sandwich (avui diòcesi de Honolulu).
El 13 d'agost de 1844, en virtut del breu Pastorale officium del mateix papa Gregori XVI la prefectura apostòlica les illes Sandwich va ser elevada al rang de vicariat apostòlic i es va convertir en autònom del vicariat apostòlic.
El 9 de maig de 1848 va cedir part del seu territori per a la creació del vicariat apostòlic de les Illes Marqueses (avui diòcesi de Taiohae o Tefenuaenata) i al mateix temps va assumir el nom de la vicariat apostòlic de Tahití.
El 27 de novembre de 1922 va cedir una altra porció de territori per a la creació de la prefectura apostòlica de Cook i Manihiki (avui diòcesi de Rarotonga).
El 21 de juny de 1966 el vicariat apostòlic va ser elevat al rang d'arxidiòcesi metropolitana mitjançant la butlla Prophetarum voces del papa Pau VI.

## Cronologia episcopal
- Étienne Jérôme Rouchouze, SS.CC. † (14 de juny de 1833 - de març de 1843 mort)
- François Baudichon, SS.CC. † (13 d'agost de 1844 - 9 de maig de 1848 nomenat vicari apostòlico de les Illes Marqueses)
- Florentin-Etienne Jaussen, SS.CC. † (9 de maig de 1848 - 12 de febrer de 1884 renuncià)
- Marie-Joseph Verdier, SS.CC. † (11 de febrer de 1884 - 26 de febrer de 1908 renuncià)
- Athanase Hermel, SS.CC. † (26 de febrer de 1908 - 20 de febrer de 1932 mort)
- Julien-Marie Nouailles, SS.CC. † (26 d'abril de 1932 - 14 d'agost de 1937 mort)
- Paul-Laurent-Jean-Louis Mazé, SS.CC. † (8 de novembre de 1938 - 5 de març de 1973 jubilat)
- Michel-Gaspard Coppenrath † (5 de març de 1973 - 4 de juny de 1999 jubilat)
- Hubert Coppenrath (4 de juny de 1999 - 31 de març de 2011 jubilat)
  - Bruno Mai (31 de març de 2011 - 13 de març de 2013) (administrador apostòlic)
  - Pascal Chang-Soi, SS.CC. (13 de març de 2013 - 28 d'agost de 2015) (administrador apostòlic)
  - Jean-Pierre Cottanceau, SS.CC. (28 d'agost de 2015 - 15 de desembre de 2016 nomenat arquebisbe) (administrador apostòlic)
- Jean-Pierre Cottanceau, SS.CC., dal 15 de desembre de 2016

## Estadístiques
A finals del 2016, la diòcesi tenia 105.780 batejats sobre una població de 276.944 persones, equivalent al 38,2% del total.
| any  | població | població | població | sacerdots | sacerdots       | sacerdots       | sacerdots             | diaques | religiosos | religiosos | parròquies |
| ---- | -------- | -------- | -------- | --------- | --------------- | --------------- | --------------------- | ------- | ---------- | ---------- | ---------- |
| any  | batejats | total    | %        | total     | clergat secular | clergat regular | batejats por sacerdot | diaques | homes      | dones      |            |
| 1950 | 12.500   | 58.000   | 21,6     | 21        |                 | 21              | 595                   |         | 15         | 18         | 72         |
| 1970 | 25.349   | 96.869   | 26,2     | 35        | 6               | 29              | 724                   |         | 59         | 49         | 72         |
| 1980 | 44.500   | 139.200  | 32,0     | 31        | 6               | 25              | 1.435                 | 4       | 51         | 58         | 69         |
| 1990 | 70.000   | 191.000  | 36,6     | 28        | 11              | 17              | 2.500                 | 10      | 50         | 62         | 75         |
| 1999 | 82.000   | 226.000  | 36,3     | 30        | 14              | 16              | 2.733                 | 19      | 56         | 49         | 82         |
| 2000 | 83.000   | 230.000  | 36,1     | 33        | 15              | 18              | 2.515                 | 20      | 55         | 50         | 82         |
| 2001 | 83.000   | 230.000  | 36,1     | 30        | 14              | 16              | 2.766                 | 23      | 49         | 52         | 83         |
| 2002 | 83.000   | 231.000  | 35,9     | 25        | 11              | 14              | 3.320                 | 24      | 40         | 54         | 82         |
| 2003 | 89.000   | 237.000  | 37,6     | 27        | 12              | 15              | 3.296                 | 30      | 38         | 53         | 82         |
| 2004 | 89.000   | 236.693  | 37,6     | 28        | 14              | 14              | 3.178                 | 30      | 43         | 44         | 55         |
| 2013 | 104.000  | 268.270  | 38,8     | 26        | 19              | 7               | 4.000                 | 44      | 38         | 35         | 57         |
| 2016 | 105.780  | 276.944  | 38,2     | 27        | 17              | 10              | 3.917                 | 46      | 36         | 35         | 57         |